# Сургулукский наслег
Сургулукский наслег (с. Багадя) (якут. Сургуулук нэһилиэгэ) — сельское поселение в Верхневилюйском улусе Якутии Российской Федерации.
Административный центр — село Багадя.

## Население
| 2002 | 2010 | 2011 | 2012 | 2013 | 2014 | 2015 |
| ---- | ---- | ---- | ---- | ---- | ---- | ---- |
| 522  | ↘460 | →460 | ↘456 | ↘448 | ↘439 | ↘437 |
| 2016 | 2017 | 2018 | 2019 | 2020 | 2021 |      |
| ↘428 | ↘424 | ↘408 | ↘407 | ↘398 | ↗402 |      |

## Инфраструктура
Центральная усадьба государственно-коллективного предприятия «Сургулук».
Основные производства в Сургулукском наслеге включают мясо-молочное скотоводство и мясное табунное коневодство. В наслеге также существуют важные социальные и инфраструктурные объекты, такие как администрация, дом культуры, средняя общеобразовательная школа, детский сад, больница. Кроме того, население наслега обеспечено магазинами и отделением почты России. Важной инфраструктурной развитием является внедрение 4G-связи и локальный водопровод; введён в рамках реализации федеральной целевой программы «Устойчивое развитие сельских территорий» за 2014—2018 годы[10]